# Chronologie de la France sous le Consulat et le Premier Empire
Cette page présente une chronologie de la France sous le Consulat et le Premier Empire de 1799 à 1815 et des événements politiques, économiques et militaires de la France qui marquent cette période. Sur ce sujet, voir également l'article rédigé sur Napoléon Bonaparte. Pour la période de 1788 à 1799, voir chronologie de la Révolution française.

## Prélude et début du consulat:1799
- 23 janvier : Le général Championnet entre dans Naples.
- 26 janvier : Proclamation de la République parthénopéenne à Naples.
- 1er février : Victoire de Desaix à Assouan.
- 25 février : Bonaparte entre à Gaza.
- 7 mars : Conquête de Jaffa.
- 12 mars : La France déclare la guerre à l'Autriche et à la Toscane.
- 24 mars : Défaite de Joubert à Stokach.
- 10 avril : Le pape Pie VI est transféré en France.
- 12 avril : Masséna remplace  Jourdan.
- 16 avril : Bataille du Mont-Thabor, l'armée d'Orient commandée par le général Bonaparte met en déroute l'armée d' Abdallah Pacha
- 27 avril : Défaite de Moreau à Cassano.
- 16 mai : Sieyès est élu au Directoire en remplacement de Reubell.
- 4 au 7 juin : Première bataille de Zurich, l'armée française commandée par Masséna est vaincue par les armées de la Deuxième Coalition
- 14 juin: Bonaparte se replie sur Le Caire après avoir échoué à prendre Saint-Jean d'Acre.
- 19 juin : Bataille de Trébia, victoire des Autrichiens et des Russes, commandés par le général Surovov, sur les Français commandés par le général Macdonald
- 1er août : Bataille d'Aboukir, l'Armée française d'Orient, remporte une victoire sur l'Empire ottoman en Égypte.
- 15 août : Joubert est tué à Novi (Italie).
- 20 août : Pie VI meurt à Valence (Drôme).
- 23 août : Bonaparte quitte l'Égypte à bord du "Muiron".
- 19 septembre : Brune bat les Anglo-Russes à Bergen.
- 25-26 septembre : Les Français commandés par André Masséna remportent la deuxième bataille de Zurich.
- 9 octobre : Bonaparte débarque à Fréjus.
- 16 octobre : Bonaparte arrive à Paris.
- 23 octobre : Lucien Bonaparte est élu président du Conseil des Cinq Cents.
- 9 et 10 novembre : Coup d'État du 18 Brumaire, Napoléon Bonaparte prend le pouvoir. Sieyès et Ducos sont deuxième et troisième consuls.
- 15 décembre : Proclamation de la Constitution de l'An VIII instaurant le Consulat.

## Chronologie des évènements politiques

### 1800
- 7 janvier : Benjamin Constant s'impose comme meneur de l'opposition libérale à Bonaparte.
- 17 janvier : Paix de Montfaucon-sur-Moine mettant fin à la rébellion des Chouans[1],[2],[3]
- 17 janvier : Le nombre de journaux parisiens est ramené de 76 à 16.
- 24 janvier : Traité d'El-Arish entre Kléber, la Turquie et l'Angleterre.
- 7 février : La Constitution de l'an VIII est approuvée par plébiscite.
- 14 janvier : Cadoudal fait sa soumission.
- 13 février : Création de la Banque de France.
- 17 février : Institution des préfets.
- 19 février : Bonaparte s'installe aux Tuileries.
- 3 mars : Clôture de la liste des émigrés.
- 18 mars : nouvelle organisation de la justice et des tribunaux.
- 20 mars : Victoire de Kléber à Héliopolis. La France reprend le contrôle de l'Égypte.
- 3-9 mai : Moreau bat les Autrichiens à Engen, Moskirch et Biberach.
- 16-20 mai : Bonaparte franchit les Alpes.
- 29 mai : Les Français prennent Augsbourg.
- 2 juin : Les Français occupent Milan.
- 4 juin : Restauration de la République cisalpine.
- 5 juin : Les Français occupent Gênes.
- 9 juin : Victoire de Montebello.
- 14 juin : Victoire de Marengo. Desaix meurt au combat.
- 14 juin : Kléber est assassiné au Caire. Menou le remplace.
- 16 juin : Convention d' Alessandria : toutes les places du Piémont et de Lombardie sont abandonnées aux Français.
- 12 août : Création de la commission du Code civil français au Conseil d'État.
- 25 septembre : Les Anglais s'emparent de Malte.
- 1er octobre : Traité secret de San Ildefonso par lequel l'Espagne abandonne la Louisiane à la France.
- 15 octobre : La Toscane se soulève contre l'occupation française.
- 16 octobre : Bonaparte fait don de l'île de Malte au Tsar.
- 3 décembre : Victoire d'Hohenlinden.
- 18 décembre : Les Français occupent Salzbourg et Linz.
- 20 décembre : Armistice de Steyr avec l'Autriche.
- 24 décembre : Attentat de la rue Saint-Nicaise.

### 1801
- 3 janvier : Les Français occupent Vicence.
- 8 janvier : Les Français occupent Vérone.
- 9 janvier : Exécution des coupables de l'attentat de la rue Saint-Nicaise.
- 16 janvier : Les Autrichiens demandent un armistice en Italie.
- 7 février : Institution des tribunaux spéciaux.
- 9 février : Paix de Lunéville avec l'Autriche.
- 6 mars : Les Anglais débarquent en Égypte.
- 18 mars : Traité de Florence entre Murat et le roi de Naples.
- 21 mars : Menou est battu à Canope : les Français se retranchent dans Alexandrie.
- 22 février : À l'instigation de la France, l'Espagne déclare la guerre au Portugal et à ses alliés anglais.
- 21 mars : Traité d'Aranjuez entre la France et l'Espagne, réglant notamment la succession de Parme.
- 27 juin : Le général Belliard capitule au Caire.
- 5 juillet L'amiral de Linois défait une escadre britannique devant Algésiras.
- 15 juillet : Signature du Concordat avec le pape Pie VII.
- 31 août : Menou capitule à Alexandrie.
- 2 septembre : Les Français évacuent l'Égypte.
- 18 septembre : Exposition de l'industrie nationale dans la cour du Louvre.
- 29 septembre : Paix de Badajoz entre l'Espagne et le Portugal.
- 8 octobre : Traité de paix entre la France et la Russie.
- 9 octobre : Ouverture du Congrès d'Amiens pour la paix avec l'Angleterre.

### 1802
- 18 janvier : Épuration du Tribunat.
- 24 janvier : Bonaparte est élu président de la République cisalpine.
- 25 mars : Paix d'Amiens avec l'Angleterre.
- 1er avril: Réorganisation du Tribunat.
- 8 avril : Vote des Articles organiques.
- 14 avril : Publication du Génie du Christianisme.
- 18 avril : Le Concordat est promulgué à Notre-Dame.
- 26 avril : Amnistie des émigrés.
- 1er mai: Création des lycées pour former l'élite pour la future armée et administration.
- 19 mai : Création de la Légion d'honneur.
- 20 mai : Loi maintenant l'esclavage et la traite des noirs dans les territoires récupérés par la paix d'Amiens (Martinique...).
- 4 août : Constitution de l'An X : Bonaparte obtient le consulat à vie.
- 11 septembre : Annexion du Piémont.
- 13 septembre : Disgrâce de Fouché.
- 9 octobre : À la mort du duc Philippe, la France annexe Parme.

### 1803
- 4 janvier : Création des sénatoreries.
- 19 février : Après l'échec de la République helvétique, l'Acte de Médiation donne une nouvelle constitution à la Confédération suisse.
- 28 mars : Création du franc germinal.
- 3 mai : Vente de la Louisiane aux États-Unis.
- 16 mai : Mortier envahit le Hanovre.
- 20 mai : Rupture de la paix d'Amiens.
- juillet : Installation du camp de Boulogne en vue d'une invasion de l'Angleterre.
- 24 septembre : Réorganisation des corps d'infanterie français
- 1er décembre: Institution du livret ouvrier.

### 1804
- 29 février : Découverte du complot de Cadoudal.
- 9 mars : Arrestation des conspirateurs royalistes: Georges Cadoudal, Pichegru et Moreau.
- 15 mars : Enlèvement du duc d'Enghien en Allemagne.
- 21 mars : Exécution du duc d'Enghien.
- 5 avril : Suicide de Pichegru dans sa prison.
- 21 mars : Promulgation du Code civil français.
- 18 mai : Établissement de l'Empire et Constitution de l'An XII.
- 19 mai : Nomination de 18 maréchaux d'Empire.
- 10 juin : Procès des conjurés royalistes. Cadoudal est condamné à mort, Moreau à l'exil.
- 28 juin : Exécution de Cadoudal.
- 10 juillet : Retour de Fouché au ministère de la Police.
- 14 juillet : Création de la Légion d'honneur.
- 15 juillet : Distribution des premières croix de Légion d'honneur.
- 2 août : la flotte anglaise attaque Le Havre de Grâce
- 25 août : la flotte anglaise attaque Boulogne-sur-Mer
- 18 septembre : Bataille navale de Vizagapatam
- 1er-2 octobre : Attaque anglaise contre le camp de Boulogne
- 2 décembre : Sacre impérial.

### 1805
- 8 avril : Traité de Saint-Pétersbourg entre la Russie et l'Angleterre (Troisième coalition).
- 26 mai : Napoléon est couronné roi d'Italie, avec Eugène de Beauharnais pour vice-roi.
- 22 juillet : Bataille des Quinze-Vingts au large du cap Finisterre: les Anglais empêchent la flotte française de rejoindre Boulogne.
- 9 août : L'Autriche se joint à la Troisième coalition.
- 27 août : Levée du camp de Boulogne.
- 21 septembre : Le royaume de Naples proclame sa neutralité.
- 8 octobre : Défaite des Autrichiens à Wertingen.
- 9 octobre : Les Français occupent Augsbourg
- 10 octobre : Les Français occupent Munich.
- 14 octobre : Ney bat les Autrichiens à Elchingen.
- 19 octobre : Victoire d'Ulm.
- 21 octobre : Défaite navale de Trafalgar.
- 31 octobre : Les Français occupent Salzbourg.
- 4 novembre : Les Français prennent Vicence.
- 13 novembre : Les Français occupent Vienne.
- 14 novembre : Les Français occupent Trente.
- 15 novembre : Les Français occupent Presbourg.
- 2 décembre : Victoire d'Austerlitz.
- 26 décembre : Traité de Presbourg avec l'Autriche.
- 27 décembre : Napoléon proclame la déchéance des Bourbons de Naples.
- 31 décembre : Fin du calendrier républicain.

### 1806
- 1er janvier : Retour au calendrier grégorien.
- 6 février : Victoire navale des Anglais devant San Domingo
- 8 février : Les Français envahissent le royaume de Naples.
- 13 février : Rupture avec le pape Pie VII.
- 8 mars : Traité entre la France et la Prusse.
- 15 mars : Murat devient grand-duc de Berg, Berthier devient prince de Neuchâtel.
- 30 mars : Joseph Bonaparte devient roi de Naples.
- 4 avril : Publication du Catéchisme impérial.
- 10 mai : Création de l'Université impériale.
- 5 juin : Louis Bonaparte devient roi du royaume de Hollande.
- 12 juillet : Fondation de la confédération du Rhin.
- 18 juillet : Prise de Gaète.
- 20 juillet : Pourparlers de paix franco-russes.
- 1er août: Dissolution du Saint-Empire romain germanique.
- 14 août : Extension à tout l'Empire de la constitution des grands fiefs héréditaires.
- 15 août : Célébration de la Saint Napoléon et pose de la première pierre de l'arc de triomphe de l'Étoile.
- 6 octobre : Formation de la Quatrième coalition.
- 14 octobre : Victoires d'Iéna et d'Auerstaedt.
- 16 octobre : Capitulation d'Erfurt.
- 18 octobre : Les Français occupent Leipzig.
- 24 octobre : Les Français occupent Potsdam.
- 18 octobre : Les Français occupent Brandebourg  et Berlin.
- 27 octobre : Murat envahit la Pologne.
- 29 octobre : Prise de Stettin.
- 1er novembre : Occupation de la Hesse.
- 6-7 novembre : Prise de Lübeck.
- 8 novembre : Capitulation de Magdebourg.
- 10 novembre : Occupation de Hanovre et de Posen.
- 19 novembre : Occupation de Hambourg
- 21 novembre : Décret de Berlin : instauration du blocus continental pour mettre à genoux le Royaume-Uni.
- 27 novembre : Murat entre à Varsovie.
- 28 novembre : Occupation du Mecklembourg.
- 28 novembre : La Russie déclare la guerre à la France.
- 10 décembre : Réunion du Grand Sanhédrin en vue de l'établissement d'un statut des juifs.
- 11 décembre : L'électeur de Saxe proclame sa neutralité.

### 1807
- 5 janvier : Prise de Breslau
- 8 février : Victoire sur les Russes à Eylau.
- 16 février : Bataille d'Ostrolenka.
- 2 mars : Publication du statut civil des juifs.
- 7 mai : Traité de Finkenstein : Napoléon impose l'alliance française aux Polonais.
- 20 mai : Prise de Dantzig
- 14 juin : Victoire de Friedland.
- 16 juin : Prise de Koenigsberg.
- 25 juin : Entrevue de Tilsitt entre Napoléon et le tsar Alexandre Ier.
- 4 juillet : Exil de Chateaubriand
- 7 juillet : Traité de Tilsit avec le tsar Alexandre Ier.
- 22 juillet : Création du grand-duché de Varsovie.
- 9 août : Disgrâce de Talleyrand.
- 16 août : Jérôme Bonaparte devient roi de Westphalie.
- 19 août : Suppression du Tribunat.
- 13 octobre : Renforcement du blocus continental.
- 16 octobre : Traité d'alliance franco-danois contre l'Angleterre.
- 17 octobre : Les Français envahissent le Portugal.
- 27 octobre : Traité de Fontainebleau sur le Portugal.
- 30 octobre : Junot prend Lisbonne.
- 11 septembre : Promulgation du Code de commerce.
- 15 septembre : Loi sur le cadastre.
- 11 novembre : Traité d'amitié franco-hollandais.
- 13 novembre : Proclamation de la déchéance de la Maison de Bragance
- 27 novembre : Voyage de Napoléon à Venise où il reçoit un accueil triomphal.
- 8 décembre : Jérôme Bonaparte devient roi de Westphalie.
- 10 décembre : Joseph Bonaparte devient roi d'Etrurie.

### 1808
- 2 février : Les Français occupent Rome.
- 20 février : Murat devient lieutenant-général de l'empereur en Espagne.
- 1er mars: Création de la noblesse impériale.
- 7 mars : Nomination de Fontanes comme grand maître de l'Université.
- 17 mars : Décret donnant à l'Université impériale le monopole de l'enseignement.
- 2 mai : Soulèvement de Madrid contre les Français.
- 5 mai : Traité de Bayonne : abdication des Bourbons d'Espagne.
- 4 juin : Joseph Bonaparte devient roi d'Espagne.
- 15 juin : Murat devient roi de Naples.
- 14 juillet : Bataille de Medina del Rio Seco.
- 19 juillet : Le général Dupont est battu par les Espagnols à Baylen.
- 20 juillet : Joseph Bonaparte entre à Madrid.
- 23 juillet : Capitulation de Baylen.
- 31 juillet : Les Anglais débarquent au Portugal.
- 21 août : Wellington bat les Français à Vimeiro
- 30 août : Junot capitule devant les Anglais à Cintra.
- 27 septembre : Entrevue d'Erfurt entre Napoléon et le tsar.
- 31 octobre : Bataille de Durango
- 5 novembre : Napoléon arrive en Espagne.
- 5 novembre : Bataille de Balmaseda
- 10-11 novembre : Bataille d'Espinosa
- 23 novembre : Bataille de Tudela.
- 4 décembre : Napoléon reprend Madrid.

### 1809
- 16 janvier : Combat de La Corogne.
- 23 janvier : Napoléon rentre précipitamment à Paris.
- 28 janvier : Disgrâce de Talleyrand.
- 21 février : Prise de Saragosse
- 28 mars : Prise de Medellin
- 29 mars : Prise de Porto.
- 9 avril : Formation de la Cinquième coalition.
- 20 avril : Bataille d'Abensberg.
- 22 avril : Victoire d'Eckmühl.
- 23 avril : Prise de Ratisbonne.
- 3 mai : La Russie déclare la guerre à l'Autriche.
- 12 mai : Seconde occupation française de Vienne.
- 12 mai : Les Français sont chassés de Porto.
- 17 mai : Annexion des États pontificaux.
- 18 mai : Les Français évacuent le Portugal.
- 22 mai : Bataille d'Essling.
- 12 juin : Pie VII excommunie Napoléon.
- 14 juin : Bataille de Raad.
- 4 juillet : Les Français passent le Danube.
- 5 juillet : Bataille d'Enzendorp.
- 6 juillet : Victoire de Wagram.
- 6 juillet : Pie VII est arrêté et emmené à Fontainebleau.
- 29-31 juillet : Incursion anglaise à l'embouchure de l'Escaut.
- 26 août : Le pape refuse l'investiture canonique aux évêques français.
- 12 octobre : Tentative d'assassinat de Napoléon par Frédéric Staps.
- 14 octobre : Traité de Vienne : l'Autriche abandonne ses provinces méridionales à la France.
- 19 novembre : Bataille d'Ocaña.
- 1er décembre : Prise de Gérone.
- 15 décembre : Divorce de Napoléon et de Joséphine.
- 25 décembre : Organisation des Provinces illyriennes (Serbie et Croatie).

### 1810

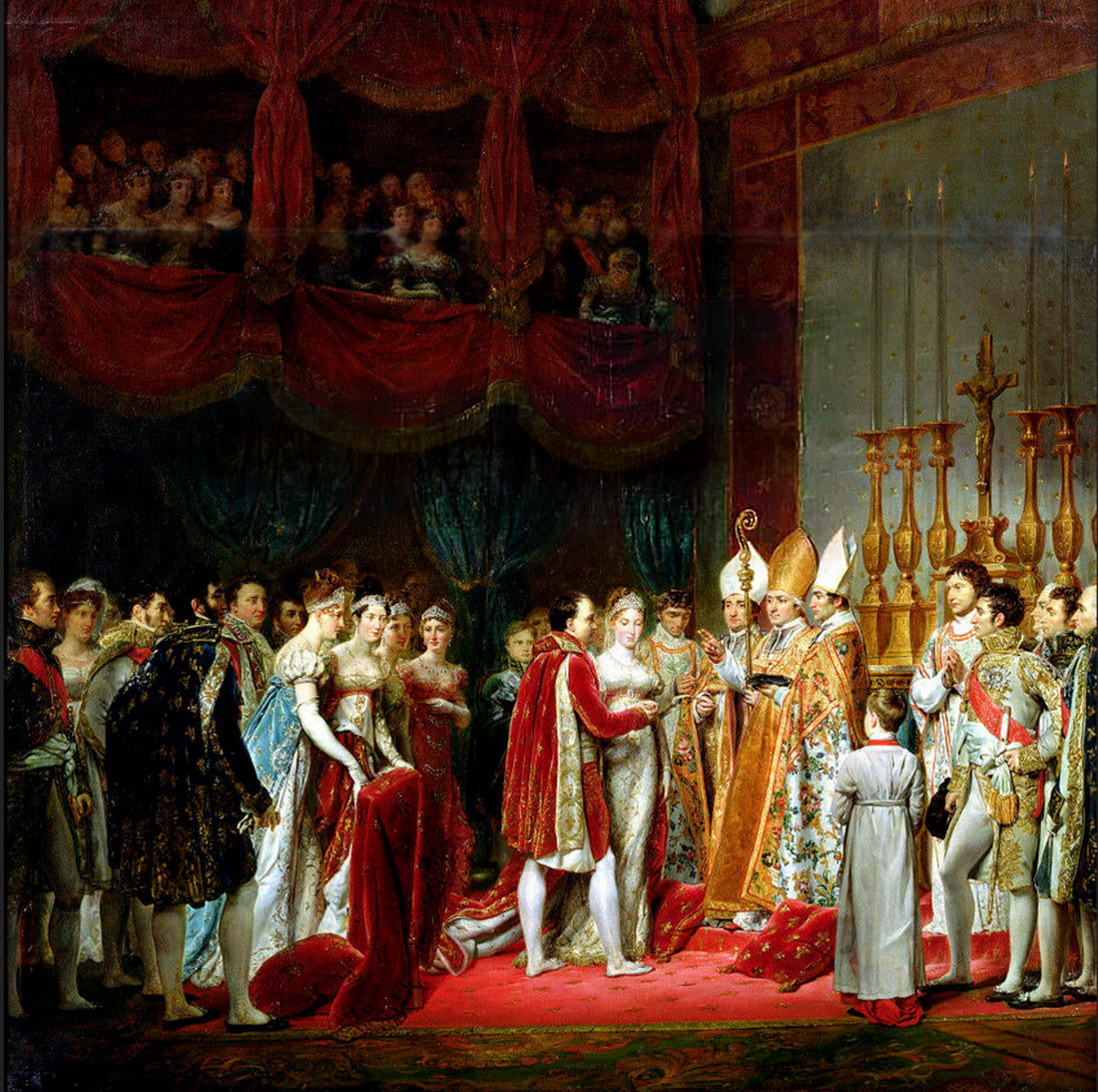
Mariage religieux de Napoléon Ier et de Marie-Louise d'Autriche dans le Salon carré du Louvre, par Georges Rouget.

- 6 janvier : Traité de paix entre la France et la Suède.
- Février : le tsar Alexandre Ier menace la France en cas de restauration de la Pologne ce qui entraine la rupture franco-russe
- 2 février : Occupation de Séville.
- 5 février : Prise de Malaga.
- 6 février : Les Anglais occupent la Guadeloupe.
- 17 février : Réunion de Rome à l'Empire.
- 1er avril : mariage civil de Napoléon Ier avec Marie-Louise d'Autriche à Saint-Cloud
- 2 avril : mariage religieux de Napoléon Ier avec Marie-Louise d'Autriche au palais du Louvre
- 28 avril : Promulgation du Code pénal.
- 13 mai : Prise de Lérida.
- 3 juin : Nouvelle disgrâce de Fouché.
- Nuit du 1er au 2 juillet 1810 : Incendie de l'ambassade d'Autriche à Paris, au cours d'un grand bal donné par le prince de Schwarzenberg, ambassadeur d'Autriche en France, pour célébrer le mariage de l'Empereur.
- 7-8 juillet : Les Anglais prennent l'île Bourbon.
- 9 juillet : Annexion du royaume de Hollande, après l'abdication de Louis Bonaparte.
- 21 août : Bernadotte est élu prince héritier par le Parlement suédois.
- 27 septembre : Bataille de Buçaco.
- 11 octobre : Masséna est battu par Wellington à Torres Vedras.
- 3 décembre : Les Anglais prennent l'île Maurice.
- 13 décembre : Annexion des côtes allemandes de la mer du Nord et du Valais. L'Empire compte 130 départements.

### 1811
- 2 janvier : Prise de Tortosa.
- 19 février : Bataille de Gebova.

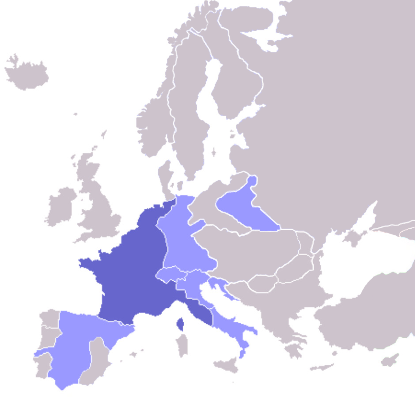
L'Europe napoléonienne de 1811.

- 20 février : Élection de Chateaubriand à l'Académie française.
- 10 mars : Prise de Badajoz.
- 20 mars : Naissance du roi de Rome.
- 17 juin : Ouverture d'un concile national.
- 28 juin : Prise de Tarragone.
- 18 octobre : Création de l'ordre de la Réunion.
- 25 octobre : Bataille de Sagonte.

### 1812

Découpage administratif de la France en 1812.

- 9 janvier : Prise de Valence (Espagne).
- 24 janvier : Traité de Paris : alliance franco-prussienne contre la Russie.
- 26 janvier : Réunion de la Catalogne à la France.
- 2 mars : La famine provoque une émeute à Caen
- 4 mars : Alliance franco-autrichienne.
- 24 mars : Alliance russo-suédoise contre la France.
- 8 avril : La France adresse un ultimatum au tsar.
- 4-8 mai : Réglementation du commerce des grains.
- 17 mai : Napoléon se rend à Dresde.
- 2 juin : Entente secrète entre l'Autriche et la Russie.
- 20 juin : Pie VII est transféré à Fontainebleau.
- 24 juin : La Grande Armée franchit le Niémen.
- 22 juillet : Wellington bat Marmont aux Arapiles.
- 28 juillet : Les Français entrent dans Vitebsk.
- 1er août : Alliance anglo-russe (traité de Saint-Pétersbourg).
- 17 août : Prise de Smolensk et de Polotsk.
- 5 et 7 septembre : Bataille de la Moskowa (ou de Borodino).
- 14 septembre : Napoléon entre à Moscou.
- 15-18 septembre : Incendie de Moscou.
- 19 octobre : Début de la retraite de Russie.
- 23 octobre : Coup d'État avorté du général Malet.
- 14 novembre : Évacuation de Smolensk.
- 26-28 novembre : Passage de la Bérézina.
- 5 décembre : Napoléon abandonne ses troupes et regagne Paris.
- 10 décembre : Évacuation de Vilna.
- 16 décembre : Les Français repassent le Niémen.

### 1813
- 11 janvier : Sénatus-consulte de mobilisation de 350.000 hommes.
- 25 janvier : Concordat de Fontainebleau.
- 17 février : Le roi de Prusse mobilise ses sujets.
- 1er mars : Sixième coalition.
- 12 mars : Les Russes chassent les Français de Hambourg.
- 17 mars : La Prusse déclare la guerre à la France.
- 15 avril : Napoléon rejoint ses troupes en Allemagne.
- 2 mai : Victoire de Lützen.
- 20 mai : Victoire de Bautzen.
- 20-23 mai : Panique boursière à Paris.
- 4 juin : Armistice de Plesswitz.
- 21 juin : Joseph Bonaparte est vaincu à Vitoria.
- 25 juin : Bataille de Tolosa.
- 12 juillet : Ouverture du Congrès de Prague.
- 8 août: Reddition de San Sebastián.
- 12 août : L'Autriche déclare la guerre à la France.
- 26-27 août : Bataille de Dresde.
- 9 septembre : Alliance de Toeplitz entre Russes, Autrichiens et Prussiens.
- 8 octobre : La Bavière quitte la Confédération germanique.
- 8 octobre : Wellington passe en France.
- 16-19 octobre : Défaite de Leipzig : perte de l'Allemagne.
- 23 octobre : Le Wurtemberg quitte la Confédération germanique.
- 30 octobre : Bataille de Hanau.
- 11 novembre : Reddition de Dresde.
- 16 novembre : Évacuation de la Hollande.
- 5 décembre : Capitulation de Stettin.
- 11 décembre : Les Coalisés entrent en France.
- 11 décembre : Traité de Valençay: les Bourbons sont rétablis sur le trône d'Espagne.
- 23 décembre : Les Autrichiens envahissent la République helvétique.
- 29 décembre : Rapport Lainé : réveil des assemblées parlementaires.
- 31 décembre : ajournement du Corps législatif.

### 1814
- 1er janvier : Capitulation de Dantzig.
- 3 janvier-10 avril : Siège de Metz
- 3 janvier : Les Autrichiens occupent Montbéliard.
- 4 janvier : Les Russes occupent Haguenau.
- 11 janvier : Murat, roi de Naples, s'allie aux Autrichiens.
- 17 janvier : Les Coalisés prennent Langres.
- 19 janvier : Les Coalisés occupent Dijon.
- 21 janvier : Les Coalisés entrent à Chalon-sur-Saône.
- 23 janvier : Régence confiée à l'Impératrice.
- 27 janvier : Napoléon reprend Saint-Dizier
- 29 janvier : Bataille de Brienne
- 1er février : Bataille de La Rothière
- 5 février : Congrès de Châtillon entre les Coalisés: la France sera ramenée dans ses frontières de 1790.
- 8 février : Bataille du Mincio.
- 9-12 février : Campagne des Six-Jours
- 10 février : Bataille de Champaubert
- 11 février : Bataille de Montmirail
- 12 février : Les Coalisés occupent Laon.
- 12 février : Bataille de Château-Thierry
- 14 février : Bataille de Vauchamps
- 17 février : Bataille de Mormant et de Nangis.
- 18 février : Bataille de Montereau
- 21 février : Le comte d'Artois rentre en France.
- 27 février : Bataille de Bar-sur-Aube
- 27 février : Wellington prend Orthez.
- 28 février : Combats de Laferté-sur-Aube.
- 1er mars : Traité de Chaumont entre l'Autriche, la Russie, la Prusse et l'Angleterre.
- 2 mars : Les Coalisés prennent Soissons.
- 7 mars : Bataille de Craonne.
- 9-10 mars : Bataille de Laon.
- 12 mars : Le duc d'Angoulême débarque à Bordeaux.
- 13 mars : Bataille de Reims.
- 20-21 mars : Bataille d'Arcis-sur-Aube.
- 24 mars : Les Autrichiens occupent Lyon.
- 25 mars : Bataille de Fère-Champenoise.
- 26 mars : Combat de Saint-Dizier.
- 28 mars : Combat de Claye.
- 28 mars : Combat de Villeparisis.
- 28 mars : La famille impériale quitte Paris.
- 30 mars : Bataille de Paris.
- 31 mars : Entrée des Alliés à Paris.
- 1er-2 avril : Le Sénat destitue Napoléon et installe un gouvernement provisoire.
- 4 avril : Abdication de Napoléon.
- 6 avril : Traité de Fontainebleau officialisant l'abdication sans condition de Napoléon.
- 12 avril : le comte d'Artois entre à Paris.
- 13 avril : Le gouvernement provisoire restaure le drapeau blanc.
- 20 avril : Départ de Napoléon pour l'île d'Elbe.
- 23 avril : Convention de Paris, entre le comte d'Artois et les Coalisés.
- 24 avril : Louis XVIII débarque à Calais.
- 27 avril : Traité de Paris : l'île d'Elbe est constituée en royaume pour Napoléon.
- 2 mai : Déclaration de Saint-Ouen.
- 3 mai : Entrée de Louis XVIII à Paris.
- 3 mai : Arrivée de Napoléon à Portoferraio sur l'Ile d'Elbe.
- 12 mai : Ordonnance du 12 mai 1814 qui réorganise les corps d'infanterie de l'armée française afin de « déterminer la force et l'organisation de l'infanterie de l'armée française pour le pied de paix » et qui abandonne le drapeau tricolore au profit du drapeau blanc du royaume de France.
- 30 mai : Premier Traité de Paris.
- 4 juin : Louis XVIII publie la Charte.
- 23 septembre : Ouverture du Congrès de Vienne.

### 1815
- 26 février Napoléon quitte l'île d'Elbe
- 1er mars Napoléon débarque à Golfe-Juan.
- 20 mars : Entrée de Napoléon à Paris ; fuite de Louis XVIII.
- 20 avril : Réorganisation des corps d'infanterie français
- 31 mai : Traité de Vienne : la Hollande rejoint la coalition contre Napoléon.
- 1er juin: Assemblée du Champ-de-Mars avec proclamation des résultats du plébiscite sur l'Acte additionnel aux Constitutions de l'Empire
- 9 juin : Acte final du Congrès de Vienne
- 16 juin : Bataille de Ligny
- 18 juin : Bataille de Waterloo
- 21 juin : Napoléon revient à Paris.
- 22 juin : Seconde abdication de Napoléon.
- 25 juin : La Terreur blanche éclate à Marseille.
- 6 juillet : Les Prussiens entrent dans Paris.
- 8 juillet : Louis XVIII rentre à Paris.
- 15 juillet : Napoléon quitte définitivement le sol français en embarquant, de l'île d'Aix, sur le Bellerophon.
- 17 juillet : Terreur blanche et massacres de Nîmes[4],[5].
- 24 juillet : Les complices des Cent-Jours sont proscrits.
- 1er août : L'armée impériale est dissoute.
- 20 novembre : second traité de Paris, la France perd le duché de Savoie et doit entretenir une armée d'occupation.

## Chronologie des évènements militaires

### Campagne d'Égypte
- Liste des batailles de la guerre de la Deuxième Coalition

#### 1799
- 3 janvier : combat de Souaqui
- 3 pluviôse an VII (22 janvier 1799) : bataille de Samanouth
- 24 pluviôse an VII (12 février 1799) : combat de Syène[6]
- 15 février : bataille d'El-Arich
- 3 - 7 mars : siège de Jaffa
- 15 mars : combat de Qâquoum
- 20 mars - 21 mai : siège de Saint-Jean-d'Acre
- 8 avril : combat de Nazareth
- 11 avril : bataille de Cana
- 16 avril : bataille du Mont-Thabor
- 25 juillet : bataille d'Aboukir

#### 1800
- 24 janvier : Kléber signe à El-Arich une convention d’évacuation de l’Égypte avec les Turcs
- 20 mars : bataille d'Héliopolis

#### 1801
- 8 mars : bataille d'Aboukir
- 13 mars : bataille de Mandora
- 21 mars : bataille de Canope
- 8-19 avril : siège de Fort Julien
- mai-juin : siège du Caire
- 17 août-2 septembre : siège d'Alexandrie
- Août : les Français sont obligés d’évacuer l’Égypte. Les Britanniques restent maîtres de la Méditerranée

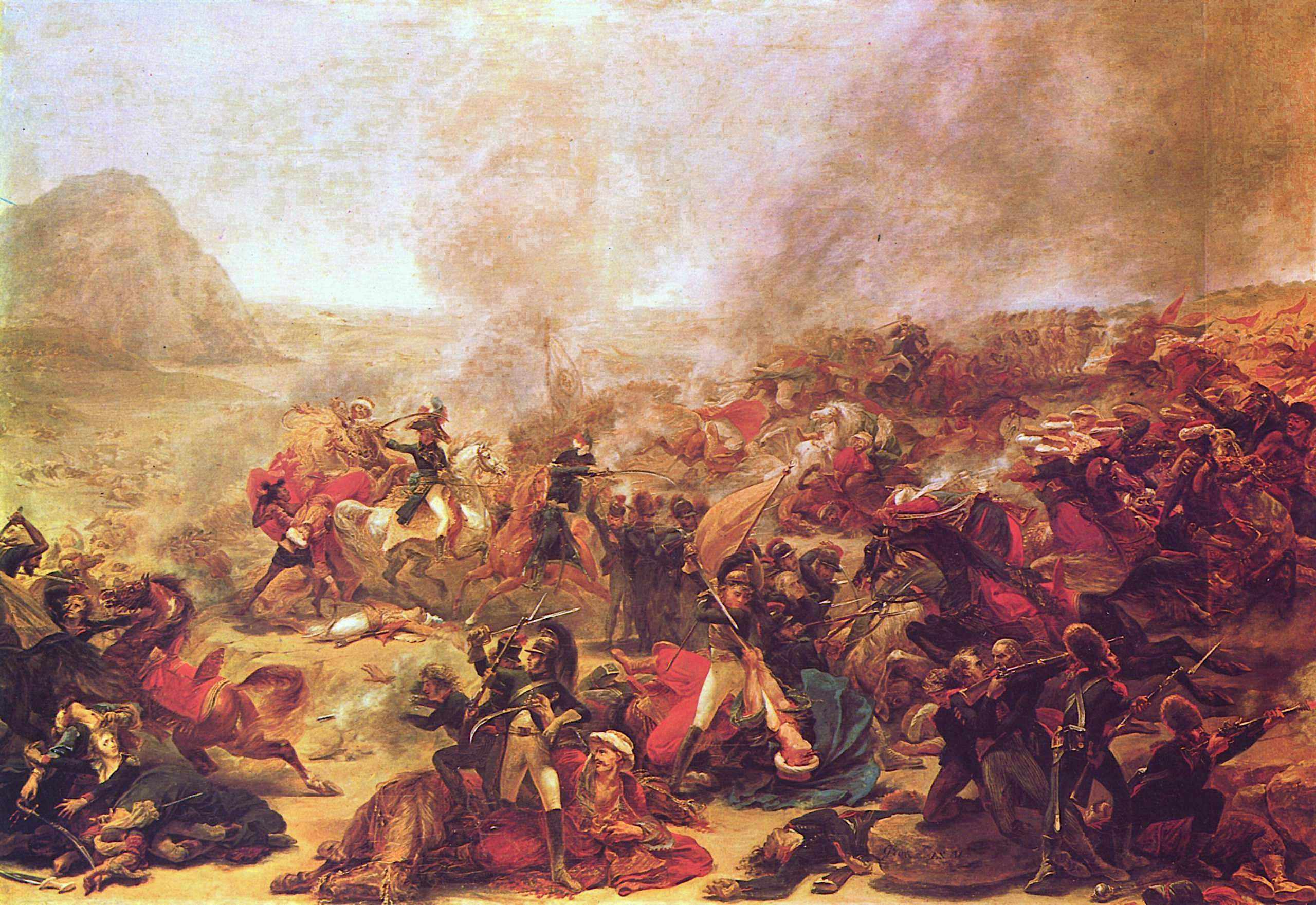
Combat de Nazareth par Gros

### Deuxième Coalition,Directoire(1799),Consulat(1799-1804) etEmpire(1804)
- Liste des batailles de la guerre de la Deuxième Coalition

#### 1800
- 24 janvier : Kléber signe à El-Arich une convention d’évacuation de l’Égypte avec les Turcs
- 18 mars : victoire d’Héliopolis contre les Turcs
- 5 avril : combat de Cadibona
- 6 avril : combat de Savone (1800)
- 13 avril : combat de Savone (1800)
- 20 avril - 4 juin : siège de Gênes
- 3 mai : bataille d'Engen
- 3 mai : bataille de Stockach
- 5 mai : prise de Plaisance
- 5 mai : bataille de Moesskirch
- 9 mai : bataille de Biberach
- 10 mai : combat de Memmingen
- 16 mai : combat de Châtillon
- 26 mai : bataille de la Chiusella
- 28 mai : combat du Pont du Var également appelé bataille de Saint-Laurent-du-Var
- 9 juin : bataille de Montebello
- 14 juin : bataille de Marengo
- 14 juin : assassinat de Kléber en Égypte, remplacé par le général Menou
- 10 octobre : conspiration des poignards
- 3 décembre : bataille de Hohenlinden
- 3 décembre 1800 : bataille de Burg-Eberach
- 17 décembre 1800 : combat de Hauft
- 18 décembre : combat de Schwanstadt
- 24 décembre : attentat royaliste visant Bonaparte dans la rue Saint-Nicaise.
- Décembre : le tsar Paul Ier organise une Ligue des neutres avec les pays baltes

#### 1801
- 9 février : traité de Lunéville avec l’Autriche
- 2 avril : les Britanniques bombardent Copenhague – les pays baltes abandonnent la Ligue des neutres
- Août : les Français obligés d’évacuer l’Égypte, les Britanniques restent maîtres de la Méditerranée
- 1er octobre : préliminaires de Londres – l’Égypte rendue à la Turquie, le Royaume-Uni rend la plupart des colonies françaises
- 8 octobre : paix franco-russe

#### 1802
- Janvier : Bonaparte président de la République italienne
- 25 mars : paix d'Amiens avec le Royaume-Uni
- 7 juin : incarcération de Toussaint Louverture
- Août - septembre : Bonaparte annexe le Piémont et l’île d'Elbe puis le duché de Parme

#### 1803
- 26 avril : aux menaces françaises le Royaume-Uni répond par un ultimatum exigeant Malte et l’évacuation de la Hollande et de la Suisse
- 16 - 17 mai : rupture de la paix d'Amiens avec le Royaume-Uni, qui se refuse à évacuer Malte et déclare l’embargo sur les bateaux français
- 23 juin : le Premier consul quitte Paris pour un voyage d'inspection dans le Nord de la France et en Belgique.
- 28 juin : le Premier consul est à Boulogne-sur-Mer
- 1er juillet : le Premier consul est à Calais
- 12 juillet : le Premier consul débute l'établissement d'un plan d'invasion et projette de débarquer au Royaume-Uni à partir du camp de Boulogne où est concentrée la Grande Armée (150 000 h.)
- 11 août : le Premier consul est de retour à Saint-Cloud
- Octobre-décembre : découverte de la conspiration de Cadoudal-Pichegru
- 3-18 novembre : le Premier consul séjourne à Boulogne-sur-Mer
- 30 novembre : le Premier consul est à Etaples
- 2 décembre : formation de l'armée des côtes de l'Océan

#### 1804
- 1er-6 janvier : le Premier consul est au camp de Boulogne
- Février - mars : arrestation des chefs du complot royaliste : Moreau (15 février), Pichegru (28 février), les frères Armand et Jules de Polignac et Cadoudal (9 mars)
- 15 mars : le duc d'Enghien, Louis-Antoine de Bourbon-Condé, petit-fils du prince de Condé, est enlevé à Ettenheim dans le Pays de Bade.
- 21 mars :
  - exécution du duc d’Enghien sur ordre de Bonaparte
  - promulgation du Code civil
- 18 mai : Sénatus-consulte organique du 28 floréal an XII qui instaure le Premier Empire
- 19 mai (29 floréal an XII) : nomination de 18 maréchaux d'Empire
- 24 juin : exécution des chefs du complot royaliste, dont Cadoudal
- 15 juillet : premières nominations et prestation de serment des membres de la Légion d'honneur à l'hôtel des Invalides.
- 16 août : distribution des Aigles au camp de Boulogne
- 2 décembre : sacre de Napoléon Ier

Evènements de 1804
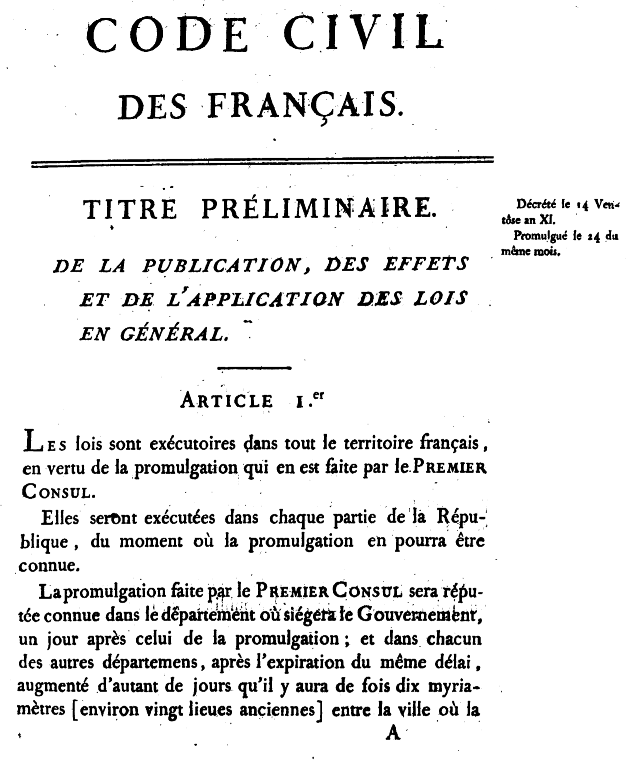
Code civil des Français
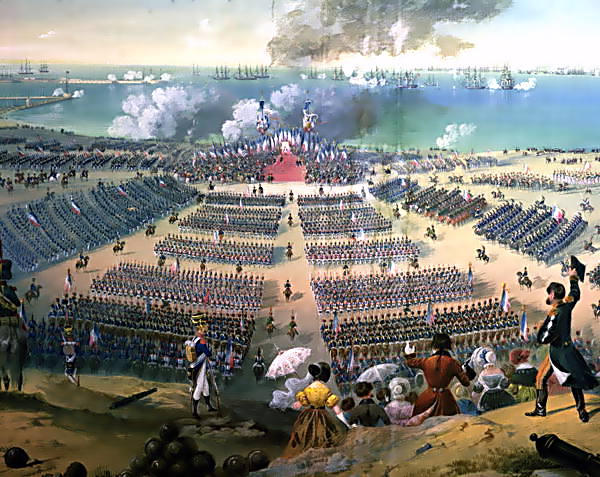
Distribution des Aigles au camp de Boulogne
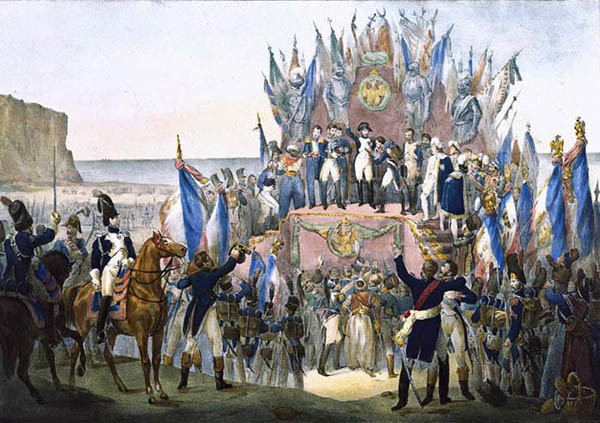
Premières nominations des membres de la Légion d'honneur
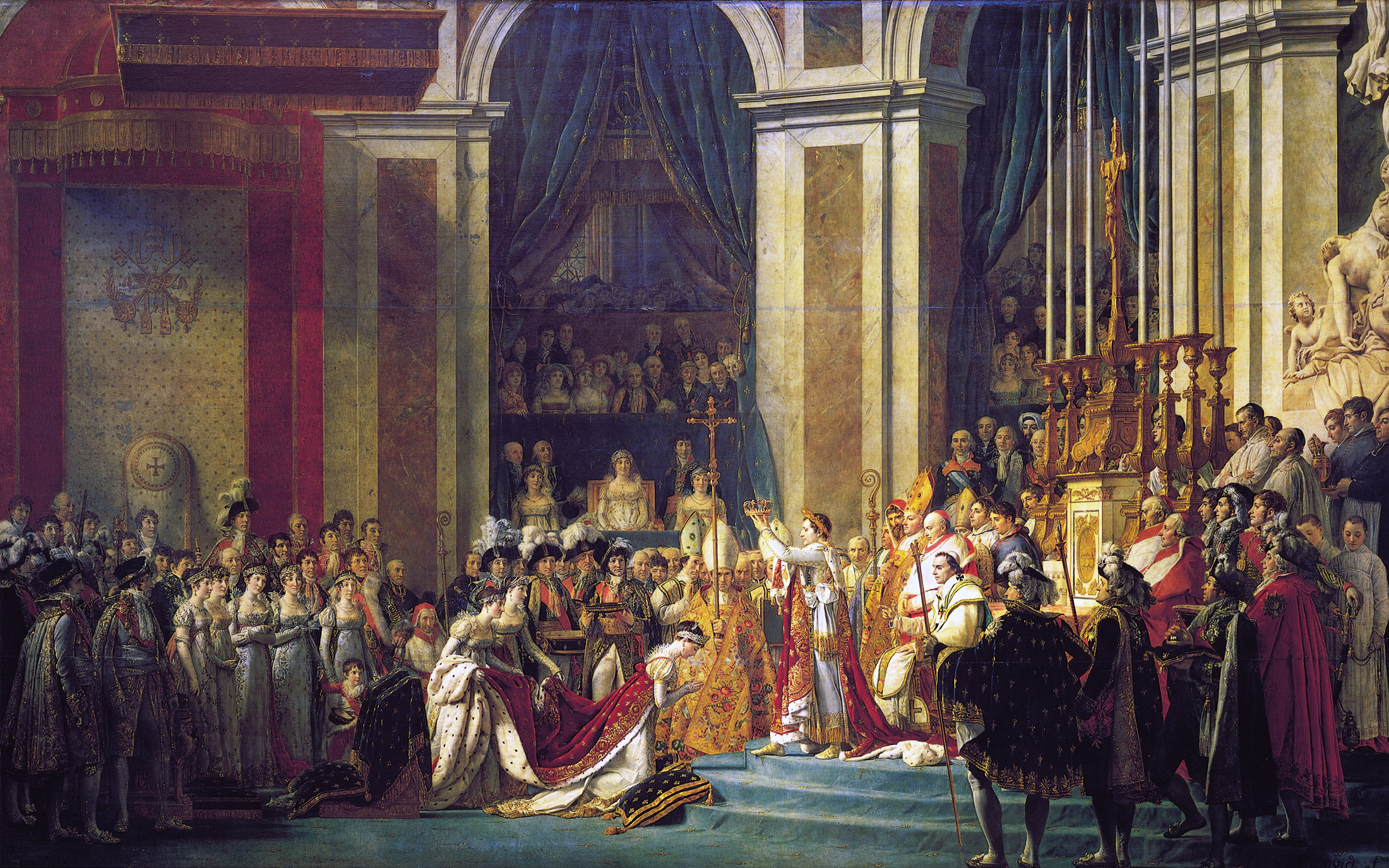
Le Sacre de Napoléon par Jacques-Louis David (1808 musée du Louvre)

### Campagne d'Italie
- Liste des batailles de la guerre de la Deuxième Coalition

#### 1800
- 6 mai : prise de Plaisance
- 20 avril – 4 juin : siège de Gênes
- 9 juin : bataille de Montebello
- 14 juin : bataille de Marengo ou de San Giuliano
- 11 décembre : bataille d'Alla
- 11 décembre : bataille de Borghetto
- 25 décembre : bataille de Pozzolo également appelé première bataille du Mincio, passage du Mincio, ou victoire de Monzambano

### Batailles de la révolution haïtienne

#### 1803
- 18 juin - 6 décembre 1803 : blocus de Saint-Domingue

### En mer Méditerranée
- 2 septembre 1798 - 4 septembre 1800 : blocus de Malte
- 18 février 1800 : bataille du convoi de Malte
- 24 août 1800 : combat de Malte du 24 août
- 12 juillet 1801 : bataille d'Algésiras

### Manche - mer du Nord - mer Baltique
- 7 juillet 1800 : raid sur Dunkerque (en)
- 2 avril 1801 : bataille de Copenhague (1801)
- 4 - 15 et 16 août 1801 : raids sur Boulogne (en)

### Batailles de la campagne des Antilles et de Guyane
- 1804 - 1810 : campagne des Antilles et de Guyanne (1804-1810) (en)
- 6 - 14 janvier 1809 : occupation de la Guyane par l'armée luso-brésilienne
- 22 janvier 1809 : bataille navale de Pointe-Noire (en)
- 8 - 10 février 1809 : bataille navale des Îles Sous-le-Vent (en)
- 30 janvier - 24 février 1809 : prise de la Martinique
- Mars - 29 mai 1809 : expédition du capitaine Troude dans les Caraïbes (en)
- Décembre 1809 : expédition du capitaine Roquebert dans les Caraïbes (en)
- 28 janvier - 6 février 1810 : prise de la Guadeloupe
- 8 - 10 août 1815 : invasion de la Guadeloupe (1815) (en)

### Océan Atlantique

#### 1800
- 21 mars : combat de l’Africaine[7]

#### 1806
- 13 mars : bataille du Cap-Vert

### Batailles de l'expédition de Saint-Domingue (1801-1804)

#### 1801
- Décembre 1801 - décembre 1803 : expédition de Saint-Domingue

### 1802
- Février : bataille de Kellola
- 23 février : bataille de la Ravine à Couleuvres
- 4 - 24 mars : siège de la Crête à Pierrot
- 5 mars : bataille de Plaisance

#### 1803
- Octobre : siège de Port-au-Prince
- 18 novembre : bataille de Vertières

### Océan Indien (1804)
- 15 février 1804 : bataille de Poulo Aura
- 15 septembre 1804 : combat de Vizagapatam

### Batailles de la reconquête espagnole de Saint-Domingue (1805-1809)

#### 1805
- Mars : siège de Saint-Domingue (1805) (en)

#### 1806
- 6 février : bataille de San Domingo

#### 1808
- 7 novembre-9 juillet : reconquête espagnole de Saint-Domingue (en)
- 7 novembre : bataille de Palo Hincado

### Invasions britanniques (1806-1807)
- 1806-1807 : invasions britanniques du Rio de la Plata

### Guerre navale anglo-scandinave (1812)
- 12 juillet 1812 : bataille de Lyngor

### Troisième Coalition(1805)
- Liste des batailles de la guerre de la Troisième Coalition

#### 1805
- Mars : début de la campagne de Trafalgar (en)
- 11 avril : Royaume-Uni et Russie signent le traité de Saint-Pétersbourg.
- Mai : Napoléon est couronné roi d'Italie
- 31 mai - 2 juin : bataille du rocher du Diamant
- 4 juin : La république de Gênes devenue en 1797 la République ligurienne est annexée à l'Empire français et permettra de créer les départements de Gênes, des Apennins et Montenotte
- 22 juillet : bataille du cap Finisterre
- 9 août : formation de la Troisième Coalition
- 10 août : combat naval du 10 août 1805 (en)
- 29 août : début de la campagne d'Allemagne (1805)
- 25 septembre : la Grande Armée passe le Rhin
- 7 octobre : combat de Donauwörth
- 8 octobre : bataille de Wertingen
- 9 octobre : combat d'Aichach
- 9 octobre : combat d'Albeck
- 9 octobre : combat de Günzburg
- 11 octobre : bataille de Haslach-Jungingen
- 11 octobre : combat de Landtzberg
- 12 octobre : combat de Munich
- 13 octobre : prise de Memmingen
- 13 octobre : bataille de Langenau
- 14 octobre : bataille d'Elchingen
- 15 octobre : combat du pont d'Elchingen
- 15 octobre : bataille d'Ulm (ou Bataille de Michelsberg)
- 15 octobre : bataille de Haag
- 15 octobre : bataille de Wasserburg am Inn
- 16 octobre : bataille de Landenau
- 17 octobre : combat de Nereshein
- 18 octobre : combat de Trochtelfingen ou Combat de Nördlingen
- 18 octobre : opérations en Italie du Nord
- 18 octobre : bataille de Vérone
- 21 octobre : bataille de Trafalgar
- 21 octobre : bataille de Nuremberg
- 26 octobre : passage de l'Isar
- 27 octobre : passage de l'Inn
- 28 octobre : combat de Mühledorf am Inn
- 29 - 31 octobre : bataille de Caldiero
- 1er novembre : bataille de Lambach
- 2 novembre : combat de Mondovi
- 2 novembre : prise de Linz
- 2 novembre : prise de Wels
- 3 novembre : passage de la Traun
- 3 novembre : passage de l'Enns
- 4 novembre : prise de Steyr
- 4 novembre : bataille du cap Ortegal
- 5 novembre : prise de Vicence
- 5 novembre : bataille d'Amstetten
- 5 novembre : bataille de Schamitz
- 7 novembre : combat d'Innsbruck
- 7 novembre : combat de Freystadt
- 7 novembre : combat de Mauthausen
- 8 novembre : combat de Mariazell
- 9 novembre : prise de la Porta Claudia, forteresse de Scharnitz
- 11 novembre : bataille de Dürenstein (= bataille de Loiben)
- 12 novembre : combat du Tagliamento
- 13 novembre : combat de Neustarck
- 13 novembre : prise de Vienne
- 13 novembre : capitulation de Dornbirn (en)
- 14 novembre : capitulation de la forteresse de Kufstein
- 14 novembre : prise de Stockerau
- 15 novembre : occupation de Vienne
- 16 novembre : combat de Guntersdorff
- 16 novembre : combat d'Hollabrunn (= combat de Schöngrabern)
- 16 novembre : prise de Brixen
- 17 novembre : prise de Znaim
- 18 novembre : bataille de Brünn (Brno)
- 20 novembre : combat d'Olmutz (Olomouc)
- 23 novembre : bataille de Castel Franco
- 23 novembre : prise de Briese
- 24 novembre : combat de Piombino
- 28 novembre : prise de la ville de Iglau (Jihlava)
- 30 novembre : combat de Ried
- 2 décembre : bataille d'Austerlitz (ou bataille des Trois Empereurs)
- 15 décembre : traité de Schönbrunn avec la Prusse qui reçoit le Hanovre en échange de Clèves, Neuchâtel et Ansbach
- 26 décembre : traité de Presbourg avec l’Autriche qui est chassée hors d’Allemagne et d’Italie – fin de la 3e coalition, l’année 1806 voit la naissance de la 4e coalition

### Quatrième Coalition(1806-1808)
- Liste des batailles de la guerre de la Quatrième Coalition

#### 1806
- 26 février - 19 juillet : siège de Gaète
- Mars : Joseph Bonaparte roi de Naples
- 6 mars : combat de Lago Negro
- 9 mars : bataille de Campo Tenese
- 5 avril : combat de Martirano
- 16 mai : le Royaume-Uni déclare le blocus des côtes françaises
- 26 mai : siège de Raguse
- Mai - juin : la République batave devient royaume de Hollande dont Louis Bonaparte devient le roi
- 4 juillet : bataille de Maida ou combat de Santa Eufemia
- 12 juillet : Napoléon crée la confédération du Rhin (capitale : Francfort), dont il est protecteur — accord secret Russie/Prusse
- 6 août : disparition du Saint-Empire Romain Germanique créé en 962. François II renonce au titre d'empereur du Saint-Empire et devient François Ier empereur d'Autriche
- 21 septembre : institution des "gardes d'honneur
- 30 septembre : bataille de Castelnuovo
- 9 août : formation de la troisième coalition
- 27 août : le camp de Boulogne est levé
- Octobre : l'ultimatum de Frédéric-Guillaume de Prusse demandant à Napoléon d’évacuer l’Allemagne jusqu’au Rhin entraîne la rupture
- 9 octobre :
  - début de la campagne de Prusse (1806)
  - bataille de Saalbourg
  - bataille de Schleitz
- 10 octobre : bataille de Saalfeld
- 14 octobre : bataille d'Auerstaedt
- 14 octobre : bataille d'Iéna
- 16 octobre : bataille de Greußen
- 17 octobre : bataille de Nordhausen
- 17 octobre : combat de Halle
- 22 octobre - 11 novembre : siège de Magdebourg
- 26 octobre : combat d'Altenzaun
- 26 octobre : bataille de Zehdenick
- 27 octobre : Napoléon et la Grande Armée entrent à Berlin
- 27 - 28 octobre : bataille de Prentzlow
- 30 octobre : combat de Pasewalk
- 30 octobre : combat de Stettin (capitulation de Stettin)
- 1er novembre : bataille de Nossentin und Waren
- 6 novembre : bataille de Lübeck
- 7 novembre : bataille de Ratekau
- 8 novembre : capitulation de Magdebourg
- 21 novembre : décret de Berlin établissant le blocus continental des Îles Britanniques
- 27 novembre : Napoléon arrive à Posen
- 7 novembre - 3 décembre : siège de Glogau
- 23 décembre : bataille de Czarnowo (en)
- 26 décembre : combat de Soldau
- 26 décembre : bataille de Pułtusk
- 26 décembre : bataille de Golymin
- 6 décembre - 3 janvier 1807 : siège de Breslau (1806)
- 19 décembre : Napoléon arrive à Varsovie
- Fin décembre : début de la campagne de Pologne (1807)

#### 1807
- 1er janvier : rencontre de Napoléon Ier et de Marie Walewska au relais de poste de Bronie, sur la route de Varsovie.
- Février : les Britanniques font une démonstration de force devant Constantinople
- 6 février : combat de Hoff
- 18 février : combat de Strongoli

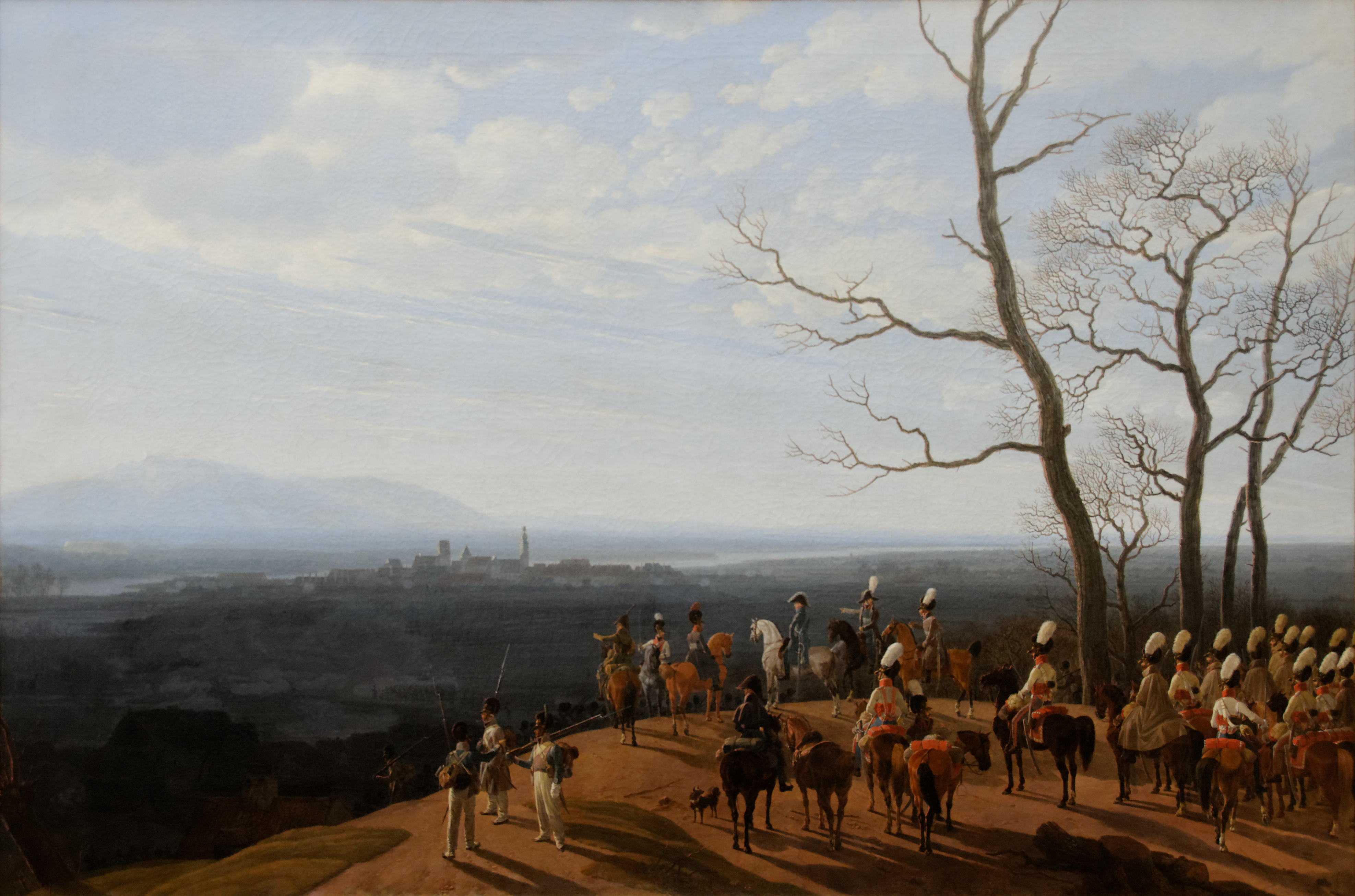
Le siège de Koźle, Wilhelm von Kobell (1808)

- 8 janvier - 17 janvier : siège de Brieg
- 18 janvier : combat d'Heilsberg
- 20 janvier - 25 août : siège de Stralsund
- 22 janvier - 12 décembre : siège de Graudenz
- 23 janvier - 9 juillet : siège de Cosel (Kędzierzyn-Koźle)
- 25 janvier : bataille de Mohrungen (en)
- 2 février - 16 février : siège de Schweidnitz
- 3 février : bataille d'Allenstein (en) où d'Olsztyn
- 1er février : bataille de Passenheim
- 3 février : combat de Bergfried
- 5 février : bataille de Liebstadt
- 5 février : bataille de Waltersdorf
- 6 février : batailles de Wolfsdorf, d'Opeln, de Heilsberg, et de Hoff
- 8 février : bataille d'Eylau
- 8 février : bataille de Pompicken
- 10 février - 12 décembre : siège de Graudenz
- 16 février : combat d'Ostrołęka
- 21 février-1er avril : Napoléon Ier séjourne à Osterode[8]
- 23 février - 16 juin : siège de Neisse (Nysa)
- 24 février - 2 juillet : siège de Colberg
- 14 mars : bataille de Straslund
- 19 mars - 24 mai : siège de Dantzig (1807)
- 1er avril-6 juin : Napoléon Ier séjourne au château de Finckenstein[9]
- 16 avril : bataille de Ferdinandshof (combat d’Anklam)
- 4 mai : traité de Finkenstein avec la Perse
- 5 juin : combat de Deppen
- 5 juin : bataille de Guttstadt
- 10 juin : bataille d'Heilsberg
- 14 juin : bataille de Friedland
- 20 juin - 26 juillet : siège de Glatz
- 27 juin - 29 juin : siège de Silberberg (Silberberg im Eulengebirge - Srebrna Góra)
- 8 juillet : traité franco-russe de Tilsit : alliance avec la Russie, démembrement de la Prusse, nouveau royaume de Westphalie confié à Jérôme Bonaparte, création du grand-duché de Varsovie et le royaume de Saxe entre dans la confédération du Rhin
- 16 août - 7 septembre : les Britanniques attaquent Copenhague
- 31 août : bataille de Heligoland
- 11 novembre. : les Britanniques déclarent de bonne prise tout navire n’ayant pas payé ses droits de douane dans un port britannique
- 30 novembre : Junot entre à Lisbonne, le Portugal refusant de fermer ses ports aux Britanniques
- 17 décembre : Napoléon décide par le décret de Milan, les îles Britanniques en état de blocus sur mer comme sur terre.
- 27 décembre : bataille de Soldau

#### 1808
- 9 mars : découverte de la première conspiration du général Malet
- 23 mars : Murat entre à Madrid
- 2 - 3 mai : Dos de Mayo – répression française contre la résistance espagnole
- Juin : Joseph roi d’Espagne, Murat roi de Naples
- 14 juillet : victoire de Bessières à Medina de Rioseco
- 19 juillet 1808 combat de Pornichet
- 22 juillet : le général Pierre Dupont de l'Étang capitule à Baylen (Espagne)
- 30 août : Junot, chassé de Lisbonne, doit capituler à Cintra, la péninsule ibérique est perdue par les Français, espoir des mouvements nationaux dans toute l’Europe
- 27 septembre - 14 octobre : entrevue d'Erfurt entre Napoléon Ier et le tsar Alexandre Ier de Russie
- 27 septembre : complot de Talleyrand et de Fouché
- 10 novembre.- 5 décembre : victoires en Espagne, Napoléon à Madrid
- Novembre 1808 - février 1809 : siège de Saragosse
- 18 octobre : prise de Capri

### Batailles de laguerre d'indépendance espagnole

#### 1807
- 27 octobre : traité de Fontainebleau
- 30 novembre : prise de Lisbonne par le général Junot

#### 1808
- 13 février : arrivée des Français à Barcelone
- 16 février : occupation de la citadelle de Pampelune par le général Darmagnac
- 20 février : Joachim Murat est nommé lieutenant général en Espagne
- 29 février : occupation des forts de Barcelone par le général Duhesme
- 18 mars : emeutes à Aranjuez
- 14 avril : arrivée de Napoléon Ier à Bayonne
- 20 avril : arrivée de Ferdinand VII d'Espagne à Bayonne
- 30 avril : entrevue de Bayonne entre Napoléon Ier, Charles IV d'Espagne, Ferdinand VII d'Espagne et Manuel Godoy
- 2 mai : soulèvement du Dos de Mayo à Madrid
- 5 mai : abdication de Ferdinand VII d'Espagne
- 10 mai : Joseph Bonaparte est nommé roi des Espagnes et des Indes (Hispaniarum et Indiarum Rex[10])
- 23 mai : le Génie se soulève contre Napoléon à Alcalá de Henares
- 25 mai : les Asturies déclarent la guerre à la France
- 6 juin : première action de El Bruch
- 6 juin : soulèvement de Valdepeñas
- 8 juin : action du Pont de Alcolea
- 8 juin : combat de Tudela
- 9-14 juin : capture de l'escadre de Cadix
- 10 juin : mutinerie des Troupes espagnoles stationnées au Portugal
- 12 juin : bataille de Cabezón
- 12 juin : affrontement de Mallén
- 12-19 juin : révolte d'Olhão
- 14 juin : seconde action de El Bruch
- 15 juin : début du premier siège de Saragosse
- 18 juin : début de l'attaque française contre Gérone
- 19 juin : combat des défilés de Saint Paul
- 20 juin : fin du premier siège français contre Gérone
- 20 juin : combat du pont de la rivière Cabriel
- 23 juin : le général Merle prend Santander
- 24 juin : combat du défilé de Cabrillas (Valence)
- 28 juin : bataille de Valence
- 3 juillet : combat de Cuenca
- 12 juillet : prise de Jaen par le général Cassagne
- 14 juillet : bataille de Medina de Rioseco
- 14 juillet : le général Castaños entame son offensive sur Bailén
- 17 juillet : prise de Bilbao par le maréchal Moncey
- 19-22 juillet : bataille de Bailén
- 24 juillet : début de la seconde tentative française de prise de Gérone par le général Duhesme
- 29 juillet : bataille d'Évora
- 1er août : débarquement de la force expéditionnaire britannique commandée par Arthur Wellesley au Portugal
- 2 août : Joseph Bonaparte fuit Madrid
- 9 août : événement du Danemark (corps du marquis de la Romana)
- 13 août :
  - levée du premier siège de Saragosse
  - Madrid est reprise par les Espagnols
- 15 août : combat d'Obidos au Portugal
- 16 août : levée du second siège de Gérone
- 17 août : bataille de Roliça
- 20 août : le Général Duhesme reste bloqué à Barcelone
- 20 août : bataille de Vimiero
- 30 août : convention de Cintra
- 13 septembre : début de l'évacuation française du Portugal
- 25 octobre : combats de Logroño et de Lodosa
- 30 octobre :
  - fin de l'évacuation française du Portugal
  - Napoléon Ier entre en Espagne
- 31 octobre : combat de Zornoza
- 31 octobre : bataille de Durango
- 3 novembre : combat du Retiro
- 4-20 novembre : l'Empereur séjourne à Burgos
- 5 novembre : bataille de Balmaseda
- 7 novembre : le général Gouvion-Saint-Cyr met le siège devant Rosas
- 10 novembre : bataille de Gamonal
- 10 novembre : bataille d'Espinosa de los Monteros
- 18 novembre : combat de Cascante
- 23 novembre : bataille de Tudela
- 29 novembre : bataille de Bubierca
- 28 novembre : prise de Rosas
- 30 novembre : bataille de Somosierra
- 4 décembre : prise de Madrid par Napoléon
- 6 décembre : combat de Roses
- 8 décembre : combat de Santa-Cruz
- 16 décembre : bataille de Cardedeu
- 17 décembre : fin du blocus espagnol de Barcelone
- 20 décembre : début du second siège de Zaragosa
- 21 décembre : 1re bataille de Molins de Rei
- 21 décembre : bataille de Sahagún
- 22 décembre :
  - combat de Sotto
  - les troupes Françaises passent la sierra de Guadarrama
- 25 décembre 1808-2 janvier 1809 : bataille de Castelló d'Empúries
- 26 décembre : bataille de Benavente
- 30 décembre : combat de Mansilla

#### 1809
- 1er janvier : bataille de Castellón
- 1er janvier : 2e bataille de Molins de Rei (ca)
- 2 janvier : combat d'Astorga
- 8 janvier : combat de Lugo
- 13 janvier : bataille d'Uclés
- 16 janvier : bataille de La Corogne ou bataille d'Elviña
- 22 janvier :
  - victoire de Gouvion-Saint-Cyr à Tarragone
  - Joseph Bonaparte est de retour à Madrid
- 21 février : prise de Saragosse
- 24 février : bataille des Sables-d'Olonne (1809)
- 25 février : bataille de Valls
- 26 - 27 février : combats pour la prise du pont de la Guadiana
- 10 mars : deuxième invasion napoléonienne au Portugal
- 12 mars : prise de Chaves
- 17 mars : bataille de Villafranca
- 20 mars : bataille de Braga
- 24 mars : bataille d'Yevenes
- 25 mars : siège de Chaves
- 26 - 27 mars : bataille de Ciudad Real (es)
- 28 mars : bataille de Medellín
- 29 mars : première bataille de Porto ou bataille d'Oporto ou bataille du Douro
- 8 avril - décembre : rébellion du Tyrol
- 11 - 12 avril : bataille de l'île d'Aix
- 15 avril : bataille de Sacile
- 18 avril - 2 mai : défense du pont d'Amarante
- 19 avril :
  - bataille de Pfaffenhofen
  - bataille de Tann
  - bataille de Raszyn
  - bataille de Teugen-Hausen
- 20 avril : bataille d'Abensberg
- 21 avril : bataille de Landshut
- 21 - 22 avril : bataille d'Eckmühl
- 23 avril : bataille de Ratisbonne
- 3 mai : bataille d'Ebersberg
- 6 mai - 12 décembre : siège de Gérone
- 7 - 8 mai :
  - bataille de Ponte della Priula
  - bataille du Piave
- 10 - 11 mai : bataille de Grijó
- 12 mai : seconde bataille de Porto
- 13 mai : occupation de Vienne par les Français
- 21 - 22 mai : bataille d'Essling
- 22 mai : bataille des Carbayedos (es)
- 23 mai : bataille d'Alcañiz
- 7 - 9 juin : bataille de Ponte Sampaio
- 14 juin : bataille de Raab
- 15 - 18 juin : bataille de Maria-Belchite
- 18 - 19 juin 1809 : prise d'Oviedo
- 5 - 6 juillet : bataille de Wagram
- 10 - 11 juillet : bataille de Znaïm
- 27 - 28 juillet : bataille de Talavera ou bataille de Talavera de la Reina
- 29 juillet : expédition de Walcheren
- 11 août : bataille d'Almonacid
- 13 août : troisième bataille de Bergisel
- 26 septembre : bataille de Buçaco
- 14 octobre : traité de Schönbrunn
- 18 octobre : bataille de Tamames
- 18 - 19 novembre : bataille d'Ocaña
- 18 - 19 novembre : combat d'Ontígola (es)
- 23 novembre : bataille du Carpio (es)
- 28 novembre : bataille de Alba de Tormes
- 12 décembre : prise de Gérone

#### 1810
- 1er février : prise de Séville par le maréchal Soult[11]
- 5 février : prise de Malaga (1810) (es)
- 5 février - 24 août 1812 : siège de Cadix
- 20 février : bataille de Vich
- 21 mars - 22 avril : siège d'Astorga
- 23 avril : combat de Lérida (1810)[12]
- 13 mai : siège de Lérida (1810)
- 8 juin : siège de Mequinenza
- 4 juillet - 2 janvier 1811 : siège de Tortosa
- 10 juillet : prise de Ciudad Rodrigo après un siège de 2 mois et demi
- 11 juillet : combat de Barquilla
- 24 juillet : bataille de la Côa
- 25 juillet - 27 août : siège d'Almeida
- 27 septembre : bataille de Buçaco
- Octobre : lignes de Torres Vedras
- 14 et 15 octobre : bataille de Fuengirola
- 18 octobre : bataille de Tamames
- 4 novembre : bataille de Baza
- 16 décembre - 2 janvier 1811 : siège de Tortose

#### 1811
- 11 janvier - 22 janvier : siège d'Olivenza
- 19 février : bataille de Gebora
- 5 mars : bataille de Barrosa (Bataille de Chiclana)
- 11 mars : bataille de Pombal
- 12 mars : bataille de Redinha
- 14 mars : combat de Casal Novo
- 15 mars : combat de Foz de Arouce
- 18 mars : combat de Puelo[13]
- 25 mars : bataille de Campo Maior
- 10 avril-19 août : siège de Figueres
- 3 avril : bataille de Sabugal
- 14 avril-10 mai : blocus d'Almeida
- 22 avril-12 mai : siège de Badajoz (1811)
- 3-5 mai : bataille de Fuentes de Oñoro
- 4 mai-28 juin : siège de Tarragone
- 16 mai : bataille d'Albuera
- 25 mai : bataille d'Usagre
- 23 juin : bataille de Cogorderos
- 23 juin : bataille de Benavides
- 25 août : abandon du siège de Cadix
- 16 septembre-25 octobre : siège et bataille de Sagonte
- 28 octobre : combat d'Arroyomolinos
- 5 novembre : première bataille de Bornos
- 25 décembre 1811 au 5 janvier 1812 : siège de Tarifa
- 26 décembre 1811 au 9 janvier 1812 : siège de Valence

#### 1812
- 18 - 19 janvier : siège de Ciudad Rodrigo
- 16 janvier : bataille d'Almagro
- 16 mars - 6 avril : siège et bataille de Badajoz
- 11 avril : bataille de Villagarcia
- 18 - 19 mai : raid d'Almaraz
- 31 mai : deuxième bataille de Bornos
- 11 juin : combat de Maguilla
- 21 juillet : bataille de Castalla (1812)
- 22 juillet : bataille des Arapiles ou bataille de Salamanque
- 23 juillet : bataille de Garcia Hernandez
- 11 août : bataille de Majadahonda
- 12 août : prise de Madrid par les anglo-portugais
- 13 - 14 août : reddition du Retiro
- 18 septembre - 22 octobre : siège de Burgos
- 23 octobre : bataille de Villodrigo
- 23 octobre : bataille de Venta del Pozo
- 1er novembre : les Français entrent à Madrid

#### 1813
- 10 mars – 11 mai : premier siège de Torgau
- 6 avril : combat de Valence (général Boyer) contre les Espagnols
- 13 avril : bataille de Castalla
- 1er juin : combat de Barnes (général Coureux) contre les Espagnols
- 21 juin : bataille de Vitoria
- 7 juillet - 9 septembre : siège de Saint-Sébastien
- 25 juillet - 2 août : bataille des Pyrénées
  - 25 juillet : bataille de Maya
  - 25 juillet : bataille de Roncevaux (1813)
- 28 juillet - 1er août : bataille de Sorauren
- 31 juillet : combat d’Irun
- 31 août : bataille de San Marcial
- 1er septembre : combat du pont San Miguel à Bera (Vera de Bidasoa).
- 13 septembre : bataille d'Ordal (général Suchet) contre les Hispano-Britanniques
- 13 septembre : combat de Villefranca (général Suchet) contre les Hispano-Britanniques
- 4 octobre - 30 octobre : deuxième siège de Torgau
- 4 octobre : combat de Saint-Privat (La Vall d'en Bas) (général Petit) contre les Espagnols
- 7 octobre : bataille de la Bidassoa
- 7 octobre : seconde bataille de Vera (en)
- 10 novembre : bataille de la Nivelle
- 9 - 12 décembre : bataille de la Nive
- 10 décembre : combat de Bassussarry (général Suchet) contre les Hispano-Britanniques
- 11 décembre : traité de Valençay; Napoléon Ier abandonne l'Espagne à Ferdinand VII
- 13 décembre : bataille de Saint-Pierre-d'Irube

#### 1814
- jour inconnu : 3e bataille de Molins de Rei (voir drapeau du 143e régiment d'infanterie)
- 15 février : bataille de Garris
- 27 février : combat d'Orthez
- 2 mars : bataille d'Aire-sur-l'Adour
- 12 mars : combat d'Urella
- 19 mars : combats de Maubourguet et de Vic-en-Bigorre
- 20 mars : bataille de Tarbes
- 30 mars - 12 avril : siège de Blaye
- 6 avril : combat d'Etauliers
- 10 avril : bataille de Toulouse
- 14 avril : bataille de Bayonne

### Cinquième Coalition(1809)
- Liste des batailles de la guerre de la Cinquième Coalition

#### 1809
- 23 février : bataille des Sables-d'Olonne
- Mars-avril : formation de la 5e Coalition avec l'Autriche, le Royaume-Uni et le gouvernement insurrectionnel espagnol
- 17 mai : réunion à l’Empire de tous les États du pape
- 30 juillet - 10 décembre : débarquement britannique Walcheren
- 8 avril : rébellion du Tyrol :
  - 11 - 13 avril : première bataille de Berg Isel
  - 12 avril : bataille de Sterzing
  - 24 avril : bataille de Volano
  - 29 mai : deuxième bataille de Berg Isel
  - 13 août : troisième bataille de Berg Isel
  - 1er novembre : quatrième bataille de Berg Isel
- 8 avril : campagne d'Allemagne et d'Autriche (1809)
- 10 avril : combat du pont de Ladritscher sur l'Eisack (combat de Ladritscher Brücke)
- 11 avril : bataille de Venzone
- 15 avril : bataille de Podenone
- 16 avril : bataille de Sacile
- 19 avril : bataille de Teugen-Hausen (ou bataille de Tengen)
- 19 avril : bataille de Raszyn
- 20 avril : bataille d'Abensberg
- 21 avril : bataille de Landshut
- 21 avril - 22 avril : bataille de Trente
- 22 avril : bataille d'Eckmühl
- 23 avril : bataille de Ratisbonne également appelée bataille de Regensburg
- 24 avril : bataille de Neumarkt-Sankt Veit
- 25 avril : bataille de Radzymin (en)
- 27 - 30 avril : bataille de Caldiero
- 30 avril : bataille de Castelcassino
- 30 avril - 21 mai : campagne de Dalmatie
- 3 mai : bataille d'Ebersberg
- 5 mai : bataille de Dodendorf
- 7 - 8 mai : bataille de la Piave
- 11 mai : bataille de San Daniele del Friuli
- 11 mai : Napoléon entre à Vienne
- 12 mai : bataille de Venzone
- 13 mai : bataille de Wörgl
- 17 mai : bataille de Linz (en)
- 18 mai : bataille de Malborghetto et Predil
- 21 - 22 mai : bataille d'Essling. Le maréchal Lannes emporté par un boulet est mortellement blessé
- 31 mai : mort du maréchal Lannes des suites de ses blessures.
- 14 juin : bataille de Raab
- 25 - 26 juin : combat de Gratz
- 5 - 6 juillet : bataille de Wagram
- 7 juillet : bataille de Korneuburg
- 8 juillet : bataille de Gefrees (en)
- 10 juillet : bataille de Schöngraben (en)
- 10 - 11 juillet : bataille de Znaïm
- 1er août : bataille d'Ölper
- 4 - 8 août : bataille de Brixen
- 8 août : bataille de Lavis
- 3 octobre : combats de Salzach et de Hallein
- 14 octobre : Napoléon impose le traité de Vienne à l’Autriche
- 26 octobre : Napoléon est de retour à Fontainebleau
- 14 décembre : Napoléon divorce d'avec Joséphine

### Sixième Coalition(1812-1814)
- Liste des batailles de la campagne de Russie
- Liste des batailles de la guerre de la Sixième Coalition

#### 1812
- 12 avril : audience du prince Kourakine
- 27 avril : ultimatum du tsar
- 17 au 29 mai : entrevue de Dresde avec l'empereur d'Autriche, François Ier, et le roi de Prusse, Frédéric-Guillaume III.
- Juin : reprise de la guerre, le tsar menant une 6e coalition avec le Royaume-Uni et la Suède
- 12 août : prise de Madrid par les anglo-portugais
- 23 - 24 octobre : le général Malet tente un coup d’État, annonçant la mort de Napoléon, les coupables sont fusillés le 29 octobre

#### Campagne de Russie(1812)
- 22 juin : déclaration de guerre à la Russie
- 24 - 26 juin : l’armée des vingt nations (675 000 h.) passe le Niémen et marche vers la Russie
- 26 juin-16 juillet : Napoléon Ier séjourne à Vilna
- 8 juillet : bataille de Mir
- 23 juillet : bataille de Mogilev ou Mohilev ou bataille de Saltanovka
- 25 - 27 juillet : bataille d'Ostrovno
- 30 juillet - 1er août : bataille de Klyastitsy (Kljastizy)
- 31 juillet : combat de Jakubowo[14]
- 1er août : bataille d'Oboiarzina
- 8 août : combat d'Inkowo
- 12 août : bataille de Gorodeczna Gorodeczno et Podubnie
- 14 août : bataille de Krasnoye
- 14 août : Napoléon Ier installe son quartier général à Basasna sur le Dniepr à proximité de Smolensk
- 16 août : combat de Kobryn
- 16 - 17 août : bataille de Smolensk
- 17 - 18 août : première bataille de Polotsk
- 19 août : bataille de Valutino ou Valoutina
- 5 septembre : bataille de Schewardino
- 7 septembre : bataille de la Moskowa, ou de Borodino
- 14 septembre - 23 octobre : l'armée de Napoléon Ier entre dans Moscou
- 27 septembre - 2 octobre : bataille de Bauska
- 18 octobre : bataille de Winkowo
- 18 octobre : bataille de Tarutino (Mer Noire)
- 18 - 20 octobre : seconde bataille de Polotsk
- 19 octobre : l’armée de Napoléon Ier quitte Moscou ; c'est le début de la retraite de Russie
- 24 octobre : bataille de Maloyaroslavets
- 31 octobre : bataille de Czaśniki
- 3 novembre : bataille de Viazma
- 9 novembre : combats de Ljadovo, de Duchovtchina, et de Dorogobucz
- 13 - 14 novembre : bataille de Smoliani
- 16 novembre : bataille de Wolkowysk
- 17 novembre : bataille de Krasnoye
- 21 novembre : combat de Borisow
- 26 - 29 novembre : bataille de la Bérézina
- 4 décembre : combat de Molodetchno
- 4 décembre : bataille de Wileika
- 5 décembre : Napoléon part de Smorgonie pour rejoindre Paris[15]
- 16 décembre : les débris de la Grande armée (18 000 h.) repassent le Niémen à Kovno
- 19 décembre : Napoléon arrive à Paris
- 26 décembre : bataille de Piktupönen

Evènements de 1812
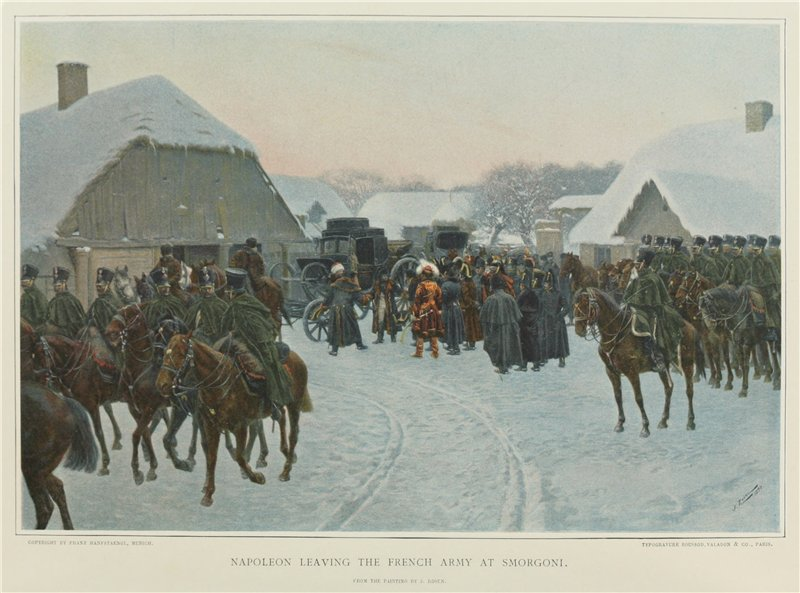
Napoléon Ier quitte la Grande armée à Smorgonie

#### 1813
campagne d'Allemagne (1813) :
- 17 janvier : le maréchal Murat quitte l'armée qu'il réintégrera en août
- 22 janvier – 29 novembre : siège de Dantzig
- 31 janvier : armistice russo-autrichien
- 2 février : sénatus-consulte décrétant Marie-Louise d'Autriche Impératrice Régente
- 28 février : traité d’alliance entre Frédéric-Guillaume de Prusse et le tsar de Russie
- 17 mars : Frédéric-Guillaume lance un appel au peuple annonçant la guerre contre la France
- 2 avril : bataille de Lunebourg
- 5 avril : bataille de Möckern
- 15 avril : départ de Napoléon pour la campagne d'Allemagne
- 28 avril : bataille de Halle
- 29 avril : combat de Weißenfels
- 1er mai : bataille de Rippach ou le maréchal Bessières, mortellement blessé, succombe à ses blessures.
- 2 mai : bataille de Lützen
- 5 mai : bataille de Gersdorf
- 19 mai : batailles de Königswartha et de Weiss
- 21 mai : bataille de Bautzen
- 22 mai : le maréchal Duroc succombe aux blessures reçues à la bataille de Bautzen
- 23 mai : bataille de Reichenbach
- 26 mai : combat de Haynau
- 27 mai : première bataille de Goldberg
- 27 mai : bataille de Hoyerswerda
- 4 juin : armistice de Pleiswitz
- 14 juin : traité de Reichenbach
- 5 juillet : ouverture du congrès de Prague
- 10 août : echec du congrès de Prague
- 15 août : déclaration de guerre de l'Autriche
- 19 août : batailles de Plagwitz et de Siebeneichen
- 21 août : batailles de Plagwitz et Löwenberg Bunzlau
- 22 août : bataille de la Katzbach
- 23 août : seconde bataille de Goldberg
- 23 août : bataille de Gross Beeren (Großbeeren)
- 26 août : bataille de Katzbach
- 26 - 27 août : bataille de Dresde
- 27 août : bataille de Lubnitz (de) (ou Hagelberg ou Leitskau)
- 27 août : troisième bataille de Goldberg
- 29 août : bataille de Plagwitz et Löwenberg
- 30 août : batailles de Kulm et de Nollendorf
- 30 mai – 27 mai 1814 : siège de Hambourg
- 5 septembre : bataille de Zahn
- 6 septembre : bataille de Dennewitz
- 6 septembre : bataille de Juterbock
- 16 septembre : bataille de la Göhrde
- 16 septembre : combat de Peterswalde
- 22 septembre : bataille de Bischofswerda
- 3 octobre : bataille de Wartenburg
- 8 octobre : défection de la Bavière
- 10 octobre : combat de Düben
- 14 octobre : bataille de Liebertwolkwitz
- 16 - 19 octobre : bataille de Leipzig ou bataille des Nations
- 21 octobre : bataille de Kösen
- 30 - 31 octobre : bataille de Hanau
- 2-4 novembre : retraite des troupes françaises sur le Rhin
- 9 novembre : bataille de Hochheim am Rhein
- 11 novembre : capitulation de Dresde
- 30 novembre : capitulation de Stettin
- 10 décembre : bataille de Sehested
- 30 décembre : capitulation de Dantzig
- 8 novembre : après sa victoire de Vitoria en Espagne, Wellington envahit la France
- 9 novembre : bases de Francfort – les Alliés décident de conserver à la France son intégrité
- 8 décembre : Napoléon rend à Ferdinand VII sa couronne d’Espagne
- 21 décembre : les Autrichien passent le Rhin à Schaffhouse
- 21 décembre - 1er janvier : trois armées alliées passent le Rhin
- 29 décembre : le Corps législatif condamne la poursuite de la guerre et la suppression des libertés politiques

### Hollande (1813-1814)
- 13 novembre 1813-23 mai 1814 : blocus de Delfzijl
- 17 novembre 1813-12 mai 1814 : siège de Naarden (1813-1814) (nl)
- 18 novembre 1813-20 février 1814 : siège de Gorinchem
- 19 décembre 1813-22 décembre 1813 : siège de Breda (1813) (nl)
- janvier 1814-5 mai 1814 : blocus de Maastricht (1814) (nl)
- 8 mars 1814: siège de Bergen-op-Zoom
- 31 mars 1814 : bataille de Courtrai

### Campagne d'Italie (1814-1815)
- 6 septembre 1813 : combat de Feistritz
- 15 novembre 1813 : bataille de Caldiero (1813) (en)
- 19 novembre 1813 : combats de San Michele
- 8 février 1814 : seconde bataille du Mincio
- 8 février 1814 : bataille de Pozzolo (1814)
- 8 février 1814 : combat de Valeggio
- 8 février 1814 : combat de Monzambano
- 8 février 1814 : sortie de Peschiéra
- 8 février 1814 : combat de Mozzecane
- 8 février 1814 : combat de Pellaloco
- 2 et 3 mai 1815 : bataille de Tolentino

### Campagne de France (1814)
- 21 décembre 1813 : début du siège de Huningue
- 24 - 31 décembre 1813 : combats de Sainte-Croix-en-Plaine
- 8 janvier : reconstitution de la Garde nationale parisienne
- Janvier : le maréchal Murat quitte une nouvelle fois l'armée
- 23 janvier : combat de Mâcon[16],[17]
- 24 janvier : Joseph Bonaparte nommé lieutenant-général de l'Empire
- 24 janvier : combat de Bar-sur-Aube
- 27 janvier : combat de Saint-Dizier
- 29 janvier : bataille de Brienne-le-Château
- 1er février : bataille de La Rothière
- 2 février : combat du Pont de Rosnay-l'Hôpital
- 2 février : combat de Sens
- 4 février - 19 mars : congrès de Châtillon
- 9 février : combat de La Ferté-sous-Jouarre
- 10 février : bataille de Champaubert
- 11 février : bataille de Montmirail
- 11 février : bataille de Sens
- 12 février : bataille de Château-Thierry
- 11 février - 12 février : combat de Nogent-sur-Seine[18]
- 14 février : bataille de Vauchamps
- 14 février : premier combat de Soissons
- 14 février : combat d'Orléans
- 15 février : combat de Janvilliers
- 17 février : combat de Nangis
- 17 février : bataille de Mormant
- 17 février : bataille de Valjouan - bataille de Villeneuve-le-Comte
- 17 février : bataille de Donnemarie
- 17 février : bataille de Provins
- 18 février : bataille de Montereau
- 18 février : combat de Moret-sur-Loing
- 19 février : combat de Fontainebleau
- 22 février : bataille de Méry-sur-Seine
- 23 - 24 février : reprise de Troyes
- 24 février : combat de Saint-Parres-aux-Tertres (Troyes)
- 27 février : combat de Dolancourt
- 27 février : combat de Bar-sur-Aube
- 27 février : combat de Meaux
- 28 février : combat de Sézanne
- 28 février : bataille de Gué-à-Tresmes (en) (Congis-sur-Thérouanne)
- 1er mars : combats de Lizy-sur-Ourcq et de Gesvres (Crouy-sur-Ourcq)
- 1er mars : prise de Fort l'Écluse
- 1er mars : combat de Mesnil-Saint-Père
- 1er mars : pacte de Chaumont – les Alliés s’engagent à ne point conclure de paix séparée et à continuer la lutte
- 2 mars : combats de May-en-Multien et de Mareuil-sur-Ourcq
- 2 mars : combat de Bar-sur-Seine
- 2 mars : bataille de Saint-Julien-en-Genevois
- 2 mars : reddition de Soissons
- 3 mars : bataille de Neuilly-Saint-Front
- 3 mars : combats de Laubressel et Thennelières - combat de Saint-Parres-aux-Tertres (Troyes)
- 3 mars : 2e combat de Soissons
- 4 mars : réoccupation de Troyes par les troupes de la Grande Armée Alliée de Bohême du général Charles Philippe de Schwarzenberg
- 5 mars : combat de Berry-au-Bac
- 7 mars : bataille de Craonne
- 9 - 10 mars : bataille de Laon
- 10 - 11 mars : combat de Bourg-en-Bresse (Ain)
- 11 mars : bataille de Charnay (Rhône)
- 11 mars : bataille de Mâcon[19],[17]
- 12 mars : les royalistes livrent Bordeaux aux Britanniques
- 13 - 14 mars : bataille de Reims
- 16 mars : batailles de Léchelle - Cormenon (Provins).
- 16 mars - 22 mars : combat des Balmettes
- 18 mars : bataille de Saint-Georges-de-Reneins
- 18 mars : bataille d'Arnas
- 18 mars : Saint-Julien (Rhône)
- 18 mars : combat de Fère-Champenoise
- 19 mars : combat de Plancy-l'Abbaye
- 19 mars : combat de Vic-en-Bigorre
- 20 mars : combat de Tarbes
- 20 - 21 mars : bataille d'Arcis-sur-Aube ; retraite des Français : Napoléon marche vers l’est pour couper le ravitaillement des Coalisés
- 20 mars : bataille de Limonest
- 21 mars : perte de Lyon
- 22 mars : combat de Dosnon
- 23 mars : combat de Vertus
- 25 mars : bataille de Fère-Champenoise
- 26 mars : bataille de La Ferté-Gaucher
- 26 mars : deuxième bataille de Saint-Dizier
- 27 mars : 2e combat de Meaux
- 28 mars : bataille de Claye
- 28 mars : combat de Villeparisis.
- 28 mars : Joseph Bonaparte fait quitter Paris à la famille impériale
- 30 mars - 31 mars : bataille de Paris
- 1er avril : Talleyrand chef d’un Gouvernement provisoire
- 2 - 3 avril : le Sénat et le Corps législatif votent la déchéance de Napoléon et de sa famille – Napoléon harangue la Garde à Fontainebleau pour reprendre le combat mais les maréchaux refusent
- 4 avril : Napoléon abdique en faveur du roi de Rome
- 15 avril : fin du siège de Huningue
- 20 avril : adieux de Fontainebleau

### Cent-JoursetSeptième Coalition(1815)
- Liste des batailles de la guerre de la Septième Coalition

#### 1815
- 26 février : Napoléon quitte l'île d'Elbe
- 1er mars : Napoléon débarque au golfe Juan
- 3 mars : sièges d'Ajaccio et de Bonifacio
- 7 mars : Napoléon entre à Grenoble[20]
- 13 mars : une déclaration solennelle des Alliés met Napoléon au ban de l'Europe
- 13 mars - 20 novembre : campagne de France (1815)[21]
- 15 mars - 20 mai : guerre napolitaine
- 17 mars : Napoléon est à Auxerre où il rejoint le maréchal Ney
- 19 mars : Louis XVIII quitte les Tuileries
- 20 mars : Napoléon entre aux Tuileries
- 25 mars : les Alliés renouvellent le pacte de Chaumont
- 5 mai : les royalistes reprennent les armes en Vendée - opérations militaires : l'armée britannique de Wellington débarque à Anvers et l'armée prussienne de Blücher se concentrent en Belgique, Napoléon va au-devant d'elles pour empêcher leur jonction.
- 15 mai - 26 juin : guerre de Vendée et chouannerie de 1815
- 9 juin : acte final du congrès de Vienne
- 9 avril : bataille d'Occhiobello
- 12 avril : bataille de Ferrara
- 2 - 3 mai : bataille de Tolentino
- 15 - 17 mai : bataille de San Germano
- 18 mai : bataille des Échaubrognes
- 19 mai : bataille de L'Aiguillon
- 20 mai : bataille d'Aizenay
- 2 - 3 juin : bataille de Saint-Gilles-sur-Vie
- 5 juin : bataille des Mathes
- 15 - 20 juin : campagne de Belgique (1815)
- 15 juin : l'armée française franchit la Sambre à Charleroi
- 15 juin : combat de Gilly
- 16 juin : bataille de Ligny
- 16 juin : bataille de Quatre-Bras
- 18 juin : bataille de Waterloo
- 18 - 19 juin : bataille de Wavre
- 19 - 20 juin : bataille de Rocheservière
- 20 juin : bataille de Thouars
- 20 juin - 12 juillet : siège de Maubeuge
- 20 juin - 15 août : siège de Rocroi[22]
- 24 juin - 30 juillet : siège de Mariembourg
- 26 juin - 26 août : siège de Huningue
- 28 - 29 juin : bataille de La Souffel
- 1er juillet : combat de Vélizy
- 1er juillet : bataille de Rocquencourt
- 2 - 3 juillet : combat de Sèvres
- 3 juillet : combat d'Issy
- 3 juillet : l'armée française capitule, les Britanniques et les Prussiens occupent Paris - Napoléon songe à partir aux États-Unis mais une escadre britannique bloque la côte
- 17 - 21 juillet : siège de Landrecies